# Hawkhurst
Hawkhurst – wieś w Anglii, w hrabstwie Kent, w dystrykcie Tunbridge Wells. Leży 25 km na południe od miasta Maidstone i 68 km na południowy wschód od centrum Londynu. Miejscowość liczy 4400 mieszkańców.